# Karrer (cráter)
Karrer es un cráter de impacto que se encuentra en el hemisferio sur de la cara oculta de la Luna, al noreste del cráter Minkowski, y al sur de Leavitt.
La característica más notable de este cráter es su suelo de color oscuro, creado cuando el interior resurgió por efecto de los flujos de lava con un albedo inferior al del terreno circundante. El borde externo es casi circular, pero fracturado en el noreste por un cráter solapado más pequeño. La pared interior tiene el mismo albedo que el terreno circundante, y marca el perímetro del suelo inundado de lava. El borde aparece un poco desgastado, particularmente en el norte, junto al cráter que se solapa. En el suelo se localiza una escarpadura lobulada que se formó como resultado de la contracción de la lava. La escarpadura se extiende hacia el sur a través del centro del cráter, sobrepasando el borde y alcanzando los altiplanos circundantes.
|  |  |